# Kleingebiet Tiszafüred
Das Kleingebiet Tiszafüred (ungarisch Tiszafüredi kistérség) war bis Ende 2012 eine ungarische Verwaltungseinheit (LAU 1) im Nordosten des Komitat Jász-Nagykun-Szolnok in der Nördlichen Großen Tiefebene. Anfang 2013 gelangten im Zuge der Verwaltungsreform 7 der 13 Ortschaften (mit insgesamt 19.895 Ew.) in den nachfolgenden Kreis Tiszafüred (ungarisch Tiszafüredi járás). Die anderen 6 Ortschaften (mit insgesamt 18.339 Ew.) kamen in den neu geschaffenen Kreis Kunhegyes.
Ende 2012 lebten auf einer Fläche von 846,59 km² 38.234 Einwohner. Die Bevölkerungsdichte lag mit 45 Einwohnern/km² unter der des Komitats.
Der Verwaltungssitz befand sich in der Stadt Tiszafüred (11.616 Ew.). Kunhegyes (7.748 Ew.) und Abádszalók (4.328 Ew.) besaßen ebenfalls das Stadtrecht. Die 10 Gemeinden (ungarisch község) hatten eine durchschnittliche Einwohnerzahl von 1.454 Einwohnern (auf je 40,33 km² Fläche). 

## Ortschaften
| Abádszalók     | Kunhegyes   | Nagyiván       | Tiszabura | Tiszaderzs |
| Tiszafüred     | Tiszagyenda | Tiszaigar      | Tiszaörs  | Tiszaroff  |
| Tiszaszentimre | Tiszaszőlős | Tomajmonostora |           |            |